# لوسي براون جونستون
لوسي براون جونستون (بالإنجليزية: Lucy Browne Johnston)‏ هي سفرجات أمريكية، ولدت في 7 أبريل 1846 في كامدين في الولايات المتحدة، وتوفيت في 17 فبراير 1937 في توبيكا في الولايات المتحدة.